# Mílton Kuelle
Milton Martins Kuelle (ur. 22 grudnia 1933 w Porto Alegre) − piłkarz brazylijski, występujący na pozycji ofensywnego pomocnika.

## Kariera klubowa
Przez całą Karierę piłkarską Mílton Kuelle występował w klubie Grêmio Porto Alegre. Z Grêmio dziewięciokrotnie zdobył mistrzostwo stanu Rio Grande do Sul – Campeonato Gaúcho w 1956, 1957, 1958, 1959, 1960, 1962, 1963, 1964 i 1965 roku.

## Kariera reprezentacyjna
W reprezentacji Brazylii Mílton Kuelle zadebiutował 6 marca 1960 w zremisowanym 2-2 meczu z reprezentacją Meksyku podczas Mistrzostw Panamerykańskich, na których Brazylia zajęła drugie miejsce. Na turnieju w Kostaryce wystąpił w sześciu meczach z Meksykiem, Kostaryką, Argentyną, Meksykiem, Kostaryką i Argentyną (bramka), który był jego ostatnim meczem w reprezentacji. Cztery lata wcześniej Mílton Kuelle był w kadrze na Mistrzostwa Panamerykańskie 1956, które Brazylia wygrała.